# ファンターネ!
『ファンターネ!』は2022年（令和4年）4月4日からNHK教育テレビジョンの子供番組『おかあさんといっしょ』内で放送中の人形劇。14作目に当たる。

## 概要
2022年（令和4年）2月16日に制作発表された。1話5分構成。人形劇シリーズにおいて令和に改元後、最初に放送開始した作品となる。
「可能性と多様性」をテーマとしており、メインキャラクターは過去作でも用いられた実在の動物の他、伝承上の生物（妖怪）や植物も起用され、現実世界における多様性を反映したキャラクター設定になっており、配色は淡いパステルカラーを基調としている。
上記のテーマとタイトルの『ファンターネ!』は、作者の一人である目次立樹による作品の打ち合わせでの「子どもたちはみんな種である」という発言に由来する。また、タイトルが片仮名表記なのは前々作『ポコポッテイト』以来11年ぶり、同じくタイトルに感嘆符が入る、名前が平仮名表記のメインキャラクターが登場するのは第9作『ドレミファ・どーなっつ!』以来30年ぶりとなった。
前作『ガラピコぷ〜』の2020年（令和2年）度の放送から新型コロナウイルス感染拡大防止のため、子供達は収録に参加できなくなったが、今作は金曜・土曜放送限定で、少人数だが複数の親子ペアでの参加は可能になった。しかしそれでも、うたのおにいさん・おねえさん、着ぐるみとの交流は引き続き禁止になっている。そのため、みもも達は初登場から子供達との交流を全く経験していなかった。これは、第5作『うごけぼくのえ』以来、48年ぶりになった。なお、2023年11月以降の放送は親の参加はなくなり子供のみの収録回に戻り、ハンドゲートも復活した。
メインキャスト3名（平田真菜、折笠富美子、入江玲於奈）は全員が人形劇シリーズ初出演だが、アンモ役の中尾隆聖は過去に第8作『にこにこ、ぷん』で、ぽろり・カジリアッチⅢ世役や『ドレミファ・どーなっつ!』では、れおなるど・とびっしー（れっしー）役として出演しており、本作で3度目のシリーズ出演となる。またメインキャストのうち折笠はナレーションも兼任する。
オープニング映像は小原正至制作によるアニメーション形式。2022年4月4日 - 8日放送分まではショートバージョンが使用され、1週間後の11日には放送分よりあーぷんが加わった正式バージョンとなっている。
2022年4月 - 12月までの放送は月曜 - 木曜に新作、金曜は特集を除き2022年5月以降からは過去の回の再放送の編成で、2023年1月 - 3月までは節電の影響により月曜 - 水曜に新作、木曜 - 金曜に再放送となっていたが2023年度からは2022年12月以前の編成に戻っている。『ガラピコぷ〜』の初年度に当たる2016年（平成28年）度以来に土曜の放送が休止されている。土曜は2022年度のみ「おはなししよう!」と題して、キャラクターから1名が登場して視聴者に話しかけるコーナーを放送していた。2023年（令和5年）度からは『いっしょにうたおう!』とキャラクターが一名視聴者に話した後これまで放送された歌クリップを紹介するコーナーを新設し、「おはなししよう!」と交互に放送される。

## キャラクター

### メインキャラクター
みもも
声 - 平田真菜
カッパの少女。3歳。頭にのったお皿と背中の甲羅が特徴的で、いずれも太陽のマークが描かれている。一人称は「あたし」。ずっこけたり悔しがる時は「ももも～!」と言う。
何でも挑戦する気持ちがあり、好奇心旺盛。失敗してもめげずに、島のみんなにかわいがられながら天真爛漫に育つ。
1番年下で、ルチータにちゃっかり甘えながら「知りたい」「やってみたい」気持ちをストレートに表現する。他の2人とは異なり、字の読み書きはできない。
カッパだがまだ泳ぐことができないため少しずつ練習している。
好物はドーナツとモモ。
やころ
声 - 折笠富美子
ヒョウタンの子供。3歳10か月。性別はない。眼鏡をかけている。一人称は「やころ」で、常に敬語で話す。感動すると「コロロ～!」「コロコロコロロ～!」と言う。
8人きょうだいの末っ子。両親はおらず、きょうだいで薬屋を経営している。
タネから生まれたということもあり、親からの子育てを経験したことがない。
勉強熱心であり、常に辞書を持ち歩いている。
真面目な性格で、みももやルチータに鋭いツッコミを入れることもある。好きなことに集中しすぎて、周りが見えなくなることもある。
野菜が大好きで、やさい応援団の応援をみももとルチータに披露したことがある。
ルチータ
声 - 入江玲於奈
ライオンの少年。5歳。一人称は「ぼく」。感激した時の「ビブラーボ!」、意気消沈した時の「ショボ・レボン…」等の独特の言い回しを複数持つ。
ファンターネ島の出身ではなく、遠くの島からやってきた。
楽天家でお調子ものだが、あがり症気味でもある。芸術的な感性に優れており、歌って踊ることが大好き。いつもみももとやころには振り回されてしまう。
字の読み書きはできるが、うまくは書けず、自分の名前を「るちた」と書いている。
将来の夢はバレエダンサー。
あーぷん
声 - 折笠富美子
海を渡ってファンターネ島へやってきた不思議な生き物。まだ赤ん坊で「あーぷん」としか喋れない。頭のツノを光らせて植物に関係する不思議な能力を使うことができるが、みもも達はまだ知らない。
見つけることが得意で、かくれんぼが得意。
ツキミミ草の朝露が大好物。
なお、メインキャラクターが途中から新たに増えるのは、歴代人形劇で初となった。

### サブキャラクター
アンモ・チョコモ
声 - 中尾隆聖
アンモナイトの長老。発明が得意。
ファンターネ島の事柄によく通じているが、実は知らないことも多々あり、そのたびに「なんじゃったかのう?」ととぼけてみももたちはずっこける。
マーキー
声 - 四宮豪
カマキリの男性。「ファンキーマーキーチャンネル」という動画配信を行っている。陽気な性格でラップが得意。
ミミコ姉さんに恋心を抱いているが本人には伝わっていない。
幼少期に足を怪我したため、車いすに乗って行動している。
土曜に同名のコーナーも受け持っており、前作のビービルによる「きょうのびっくりしんぶん」の枠を引き継いでいる。
人形劇に初めて登場した、昆虫キャラクター。
ミミコ姉さん
声 - 平原綾香
ウミネコの女性。クールな姉貴分。2022年4月19日放送分から登場。
ギターを持って世界中をさすらっているが、時々ファンターネ島を訪れて弾き語りを披露する。
鳥類のメスキャラクターの登場は『ポコポッテイト』のアオアシカツオドリ（妻）以来となった。
クシャ
声 - 四宮豪
サメの男性。船で荷物を届ける仕事をしている。ファンターネ島出身ではないため地元の方弁で喋っている。
上記のマーキーに続き、人形劇に初めて登場した魚キャラクター。
ビヨヨン3兄弟

本作のアイキャッチを担当する3人組。「それから～」と各々が歌った後、全員で「どうなった～?」とコーラスを行う。2023年1月の放送ではファンターネ島に住んでる人は誰もみたことがない事がアンモにより判明した。あーぷんが目撃したことにより本当に存在することがわかったが目撃されて以降は対策をとるようになった。
モール
声 - 池田果奈子
モグラの女の子。みもも達より年上。イタズラが好きでよくアンモさんなどを困らせることがある。

## 音楽
主題歌「ファンターネ!オープニングテーマ」
作詞：目次立樹 / 作曲：パラボラレル / 歌：みもも、やころ、ルチータ
第10作『ぐ〜チョコランタン』から取り入れられた、曲名「○○（人形劇のタイトル）のテーマ」が、今作は「オープニングテーマ」になった。
歌詞にキャラクター名や、その特徴が全く入っていないのは、第2作『ダットくん』以来55年ぶりとなった。
エンディングテーマ 「きんらきら ぽん」
作詞：齋藤陽道 / 作曲：牧野奏海 / 歌：花田ゆういちろう、ながたまや、みもも、やころ、ルチータ
みもも、やころ、ルチータいずれかが「最後は、きんらきら…」といった後「ぽん!」と、体操のおにいさん・おねえさんも含め全員（以下「全員」の表記は、2名も含むものとする）で斉唱する。これは歴代エンディングで初となった。
2022年8月の放送で、ながたがこの歌のダンスの振り付けには手話を取り入れていることを発表した。
締めは『ぐ〜チョコランタン』から『ガラピコぷ〜』までは、うたのおにいさん・おねえさん→着ぐるみ達の順番で別れの挨拶をしていたが、今作からおにいさん、おねえさんいずれかが「それじゃあ」といったあと「バイバーイ」と全員で斉唱する。
2023年度から『ガラピコぷ〜』以来3年ぶりにエンディングに風船が落ちてくる演出が復活した。

## スタッフ
- 制作統括 - 梶原真名美
- 原作・脚本 - 松居大悟、目次立樹
- キャラクターデザイン - 大畠雅人
- 音楽 - パラボラレル
- 人形操演 - 木村ひとみ、菊池信二、山川優海、島木彩、Mizumi、藤田朋花
- 人形制作 - ゼペット
- CG - ブラスト
- オープニングアニメーション - 小原正至

## 本コーナー以外での出演
スタジオコーナー（2022年4月5日 - ）
本作開始時点で新型コロナウイルスの影響が継続していることもあり、『ガラピコぷ〜』同様、スタジオでお兄さん、お姉さんと共演して一緒に歌うことがある。
曜日別のコーナー
「シルエットはかせ」（2022年4月6日 - ）
詳細はこちらを参照。コーナー自体は2017年4月5日から継続しており、『ガラピコぷ〜』のムームーに代わり、本作のメインキャラクターが週替わりで共演している。キャラクターは最終的に影を答えられるケースと答えられないケースがある。
「おえかきクレッピー」（やころのみ、2023年4月3日 - ）
ながたまやと共に進行。ただし、やころは2年目の4月2日より登場。最初の1年は昨年度まで当番組で放送されていた『そうぞうのへや』のように、クレッピーが絵描き歌を歌いながらなにかを描くようなものだったが、月曜日から火曜日に放送枠を変更した2024年以降は子供が参加する際、子供が言ったものをある形にそって描くものに変更された。
「さすらいのポーズマン」（ルチータのみ、2024年4月1日 - ）
佐久本和夢と共に進行。2005年から2009年まで放送されていた『まねっこピーナッツ』のように、ポーズマンがあるポーズをとる際、それを子供達が真似る。
「オタマジックショー」（みもものみ、2024年4月3日 - ）
秋元杏月とともに進行。ある3種の音を流し、そのあと1つの音を差し替えたうえでもう一度流し、どの音が変わったかを子供達があてるコーナーであり、実質は2022年まで放送されていた『プリンセス・ミミィ』と2019年まで放送されていた『すりかえ仮面』の2つを踏襲している。
生活習慣コーナー
いずれも『ガラピコぷ〜』のキャラクターからコーナーを引き継いでいる（「ファンキーマーキーチャンネル」の前身コーナーについては先述）。「いただきます!」は2021年1月28日に「ムームーのいただきます!」が終了してから1年2ヶ月ぶりの再開となる。メインキャラクター3人はCGアニメでの描写だが、マーキーは本編と同じく実写で登場する。
「ルチータのてをあらおう!」（ルチータのみ、2022年4月6日 - ）
「みもものいただきます!」（みもものみ、2022年4月7日 - ）
「やころのたためるかな!」（やころのみ、2022年4月8日 - ）
「ファンキーマーキーチャンネル」（マーキーのみ、2022年4月9日 - ）

## 備考
本作の開始に合わせ、『おかあさんといっしょ』のスタジオセットとオープニングが6年ぶりに刷新された。エンディングで降ってくるハート型の風船はルチータ・みもも・やころが描かれ、上に「ファンターネ!」のロゴマークが描かれたデザインとなっている。

## 共演者
ながたまやは本作開始と同時に番組に加入した。
- 林アキラ（6代目うたのおにいさん、ファミリーコンサート「うたの図書館」）
- にこにこぷん（第75回NHK紅白歌合戦）
- 坂田おさむ（7代目うたのおにいさん、2024年9月30日）
- 神崎ゆう子（16代目うたのおねえさん、2024年9月30日）
- 速水けんたろう（8代目うたのおにいさん、2024年10月1日、10月5日）
- 茂森あゆみ（17代目うたのおねえさん、2024年10月1日、10月5日）
- つのだりょうこ（18代目うたのおねえさん、2024年10月2日）
- ぐ～チョコランタン（スプーのみ、2024年10月2日、第75回NHK紅白歌合戦）
- はいだしょうこ（19代目うたのおねえさん、2024年10月2日、10月5日）
- 横山だいすけ（11代目うたのおにいさん、2024年10月3日、10月5日）
- ポコポッテイト（ムテ吉のみ、2024年10月3日）
- 小野あつこ（21代目うたのおねえさん、ファミリーコンサート「たいせつなもの、なあに?」、2024年10月4日）
- ガラピコぷ〜（本作の前作、スペシャルステージ「やっとあえたね!さあ、でかけよう!!」）
- 花田ゆういちろう（12代目うたのおにいさん、2022年4月4日 - ）
- ながたまや（22代目うたのおねえさん、2022年4月4日 - ）
- 福尾誠（12代目たいそうのおにいさん、2022年4月4日 - 2023年4月1日、2024年10月4日）
- 秋元杏月（初代たいそうのおねえさん、2022年4月4日 - ）
- 佐久本和夢（13代目たいそうのおにいさん、2023年4月3日 - ）